# Diritti speciali di prelievo
I diritti speciali di prelievo (abbreviato DSP, in inglese special drawing rights o SDRs, in francese droits de tirage speciaux, abbreviato DTS) sono un particolare tipo di valuta. Si tratta dell'unità di conto del FMI (Fondo Monetario Internazionale), il cui valore è ricavato da un paniere di valute nazionali, rispetto alle quali si calcola una sorta di "comune denominatore": il risultato è il valore dei DSP. Scopo precipuo dei DSP era rimpiazzare il dollaro nelle transazioni internazionali, il quale è una moneta nazionale.

## Storia
Fino al 1999 (anno di introduzione dell'Euro come unità di conto), le valute che costituivano il paniere erano: dollaro statunitense, marco tedesco, franco francese, sterlina britannica e yen. Dal 1999 l'euro ha sostituito il marco ed il franco (il valore approssimativo di 1 euro è pari a 0,76 DSP). Dal 30 novembre 2015 è stato deciso che anche il renminbi cinese sarebbe entrato a far parte del paniere di valute; dal 1º ottobre del 2016 la decisione è stata applicata. Le ultime valutazioni dei DSP in rapporto al dollaro sono consultabili dal sito dell'FMI, aggiornato quotidianamente.
Di seguito l'esatto ammontare di ogni valuta nel paniere, e il suo contributo nella formazione del valore dei DSP.
| Periodo   | Ref                 | USD              | DEM              | FRF             | JPY          | GBP              |
| --------- | ------------------- | ---------------- | ---------------- | --------------- | ------------ | ---------------- |
| 1981–1985 | [ 1 ]               | 0,540 (42%)      | 0,460 (19%)      | 0,740 (13%)     | 34,0 (13%)   | 0,0710 (13%)     |
| 1986–1990 | [ 1 ]               | 0,452 (42%)      | 0,527 (19%)      | 1,020 (12%)     | 33,4 (15%)   | 0,0893 (12%)     |
| 1991–1995 | [ 1 ]               | 0,572 (40%)      | 0,453 (21%)      | 0,800 (11%)     | 31,8 (17%)   | 0,0812 (11%)     |
| 1996–1998 | [ 1 ]               | 0,582 (39%)      | 0,446 (21%)      | 0,813 (11%)     | 27,2 (18%)   | 0,1050 (11%)     |
|           |                     | USD              | EUR              | EUR             | JPY          | GBP              |
| 1999–2000 | [ 1 ]               | 0,5820 (39%)     | 0,2280 (21%)     | 0,1239 (11%)    | 27,2 (18%)   | 0,1050 (11%)     |
| 1999–2000 | [ 1 ]               | 0,5820 (39%)     | = 0.3519 (32%)   |                 | 27,2 (18%)   | 0,1050 (11%)     |
| 2001–2005 | [ 1 ]               | 0,5770 (45%)     | 0,4260 (29%)     | 0,4260 (29%)    | 21,0 (15%)   | 0,0984 (11%)     |
| 2006–2010 | [ 3 ]               | 0,6320 (44%)     | 0,4100 (34%)     | 0,4100 (34%)    | 18,4 (11%)   | 0,0903 (11%)     |
| 2011–2016 | [ 3 ] [ 4 ] [ N 2 ] | 0,6600 (41,9%)   | 0,4230 (37,4%)   | 0,4230 (37,4%)  | 12,1 (9,4%)  | 0,1110 (11,3%)   |
|           |                     | USD              | EUR              | CNY             | JPY          | GBP              |
| 2016–2022 | [ 6 ] [ 7 ] [ 8 ]   | 0,58252 (41,73%) | 0,38671 (30,93%) | 1,0174 (10,92%) | 11,9 (8,33%) | 0,085946 (8,09%) |

## Utilizzi
Non solo il Fondo monetario internazionale si serve dei DSP: alcuni Paesi valutano la loro moneta in diritti speciali di prelievo; di questa unità di conto ci si serve anche all'interno di Convenzioni internazionali di disciplina internazional-privatistica sulla responsabilità, come, ad esempio, nella Convenzione di Varsavia (12 ottobre 1929), che regola la responsabilità per morte e lesioni personali dei passeggeri in occasione di un trasporto aereo di persone, per fissare il massimale del debito vettoriale; sempre nel campo diritto aeronautico, ricordiamo il loro utilizzo nella Convenzione di Montréal del 1999.
Nel diritto marittimo, vengono valutati in DSP il debito armatoriale nella Limitation of Liability in Maritime Claims Convention del 1976, il limite risarcitorio nella Civil Liability Convention (CLC 1969 sul trasporto di idrocarburi, come modificata dai protocolli del 1976 e 1992), nella FUND Convention (1971, modificata dai protocolli del 1976 e 1992), nella HNS Convention sul trasporto di sostanze pericolose e nocive (1996); il debito vettoriale per trasporto di cose nelle Convenzioni di Bruxelles (1924, modificata dai protocolli del 1968 e 1979) e di Amburgo (cosiddette "Regole di Amburgo", 1978), e per trasporto di persone nella Convenzione di Atene del 1974 (come emendata dai Protocolli di Londra del 1976, 1990 e 2002). Nel trasporto internazionale di merci, la Convenzione di Ginevra del 1956, modificata dal protocollo del 1978, prevede un limite di responsabilità fissato in DSP.
Al giorno d'oggi i DSP vengono utilizzati anche dall'Unione postale universale, responsabile del coordinamento del sistema postale internazionale, e negli accordi tra compagnie telefoniche nel roaming internazionale.

### Annotazioni
1. ↑  I contributi relativi, espressi in formato percentuale, sono arrotondati.
2. ↑  Il paniere di valute che determina il XDR potrebbe essere rivisto entro il 2015 se il FMI decidesse che quello attuale non riflette più «l'importanza relativa delle valute nel commercio globale e nei sistemi finanziari».[5]

### Fonti
1. 1 2 3 4 5 6  (EN) Werner Antweiler, Special Drawing Rights: The XDR Fact Sheet, su Sauder School of Business, University of British Columbia, 2011. URL consultato il 19 giugno 2011 (archiviato il 14 aprile 2016).
2. ↑  (EN) IMF Incorporates the euro into the XDR Valuation and Interest Rate Baskets, su imf.org, International Monetary Fund, 31 dicembre 1998. URL consultato il 14 novembre 2009.
3. 1 2  (EN) IMF Determines New Currency Weights for SDR Valuation Basket, su imf.org, IMF, 15 novembre 2010. URL consultato il 5 dicembre 2015.
4. ↑  (EN) Currency Amounts in New Special Drawing Rights (SDR), su imf.org, IMF, 30 dicembre 2010. URL consultato il 5 dicembre 2015.
5. ↑  (EN) Factsheet: Special Drawing Rights (SDRs), su imf.org, IMF, 30 novembre 2015. URL consultato il 5 dicembre 2015 (archiviato il 10 dicembre 2015).
6. ↑  (EN) IMF Executive Board Completes the Review of SDR Valuation, su imf.org, IMF, 1º dicembre 2015. URL consultato il 5 dicembre 2015.
7. ↑  (EN) IMF Launches New SDR Basket Including Chinese Renminbi, Determines New Currency Amounts, su imf.org, IMF, 30 settembre 2016. URL consultato il 1º ottobre 2016.
8. ↑  (EN) Review of The Method of Valuation of The SDR—Proposed Extension of The Valuation Of The SDR Basket and Modification of The Date Of Effect of A New Basket, su imf.org, IMF, 15 marzo 2021. URL consultato il 15 marzo 2021.